# Wacław (elektor saski)
Wacław, niem. Wenzel (ur. ok. 1337, zm. 15 maja 1388 w Celle) – książę Saksonii i elektor Rzeszy od 1370 z dynastii askańskiej.
Był synem Rudolfa I i jego trzeciej żony Agnieszki z Lindow. W 1370 objął tron saski (i godność elektorską) po śmierci starszego brata Rudolfa II. Zgodnie z postanowieniami złotej bulli z 1356 objęcie tronu odbyło się z pominięciem Albrechta, syna innego starszego brata Wacława, Ottona.
Wacław był aktywny na arenie politycznej Cesarstwa, wspierając cesarza Karola Luksemburskiego. Dzięki temu uzyskał od niego (wraz z bratankiem Albrechtem) prawa do księstwa Brunszwik-Lüneburg, jednak nie odniósł sukcesu w długoletniej wojnie o sukcesję w tym księstwie. W 1385 zginął podczas walk Albrecht (rezydujący wcześniej w Celle), a Wacław zmarł nagle podczas próby zdobycia Celle w 1388 (współcześni podejrzewali otrucie).
Wacław był żonaty z Cecylią z Carrary, córką gubernatora Padwy. Dwaj jego synowie, Rudolf III, a następnie Albrecht III byli książętami i elektorami saskimi, ostatnimi z dynastii askańskiej. Córki Anna i Małgorzata poślubiły książąt brunszwicko-luneburskich.